# 紀元前549年
紀元前549年（きげんぜん549ねん）は、西暦（ローマ暦）による年。紀元前1世紀の共和政ローマ末期以降の古代ローマにおいては、ローマ建国紀元205年として知られていた。紀年法として西暦（キリスト紀元）がヨーロッパで広く普及した中世時代初期以降、この年は紀元前549年と表記されるのが一般的となった。

## 他の紀年法
- 干支 : 壬子
- 日本
  - 皇紀112年
  - 綏靖天皇33年
- 中国
  - 周 - 霊王23年
  - 魯 - 襄公24年
  - 斉 - 荘公5年
  - 晋 - 平公9年
  - 秦 - 景公28年
  - 楚 - 康王11年
  - 宋 - 平公27年
  - 衛 - 殤公10年
  - 陳 - 哀公20年
  - 蔡 - 景侯43年
  - 曹 - 武公6年
  - 鄭 - 簡公17年
  - 燕 - 文公6年
  - 呉 - 諸樊12年
- 朝鮮
  - 檀紀1785年
- ユダヤ暦 : 3212年 - 3213年

## できごと

### 中国
- 魯の叔孫豹が晋に赴いた。
- 鄭の簡公が晋に赴いた。
- 魯の仲孫羯が軍を率いて斉に侵攻した。
- 楚が呉を攻撃したが、戦果なく撤退した。
- 斉の崔杼が軍を率いて莒を攻撃した。
- 晋の平公・魯の襄公・宋の平公・衛の殤公・鄭の簡公・曹の武公らが夷儀で会合した。晋を中心とした諸侯は斉に侵攻しようとしたが、洪水のために実現しなかった。
- 楚・蔡・陳・許の連合軍が鄭を攻撃した。夷儀に参集した諸侯は鄭を救援した。
- 呉の工作により舒鳩が楚から離反し、呉についた。
- 陳の鍼宜咎が楚に亡命した。
- 斉が周の郟の城壁を築いた。